# Microcos stauntoniana
Microcos stauntoniana är en malvaväxtart som beskrevs av George Don jr. Microcos stauntoniana ingår i släktet Microcos och familjen malvaväxter. Inga underarter finns listade i Catalogue of Life.